# 明礬石
明礬石（みょうばんせき、Alunite）は明礬石スーパーグループの明礬石グループに属する硫酸塩鉱物の一種。鉱物学および鉱業法の両方で「鉱物」（同じ言葉であるが意味は異なる）として扱われている。
化学組成はKAl3(SO4)2(OH)6。カリウムをナトリウムで置換したものがソーダ明礬石、アルミニウムを鉄で置換したものが鉄明礬石。